# Phán xét cuối cùng

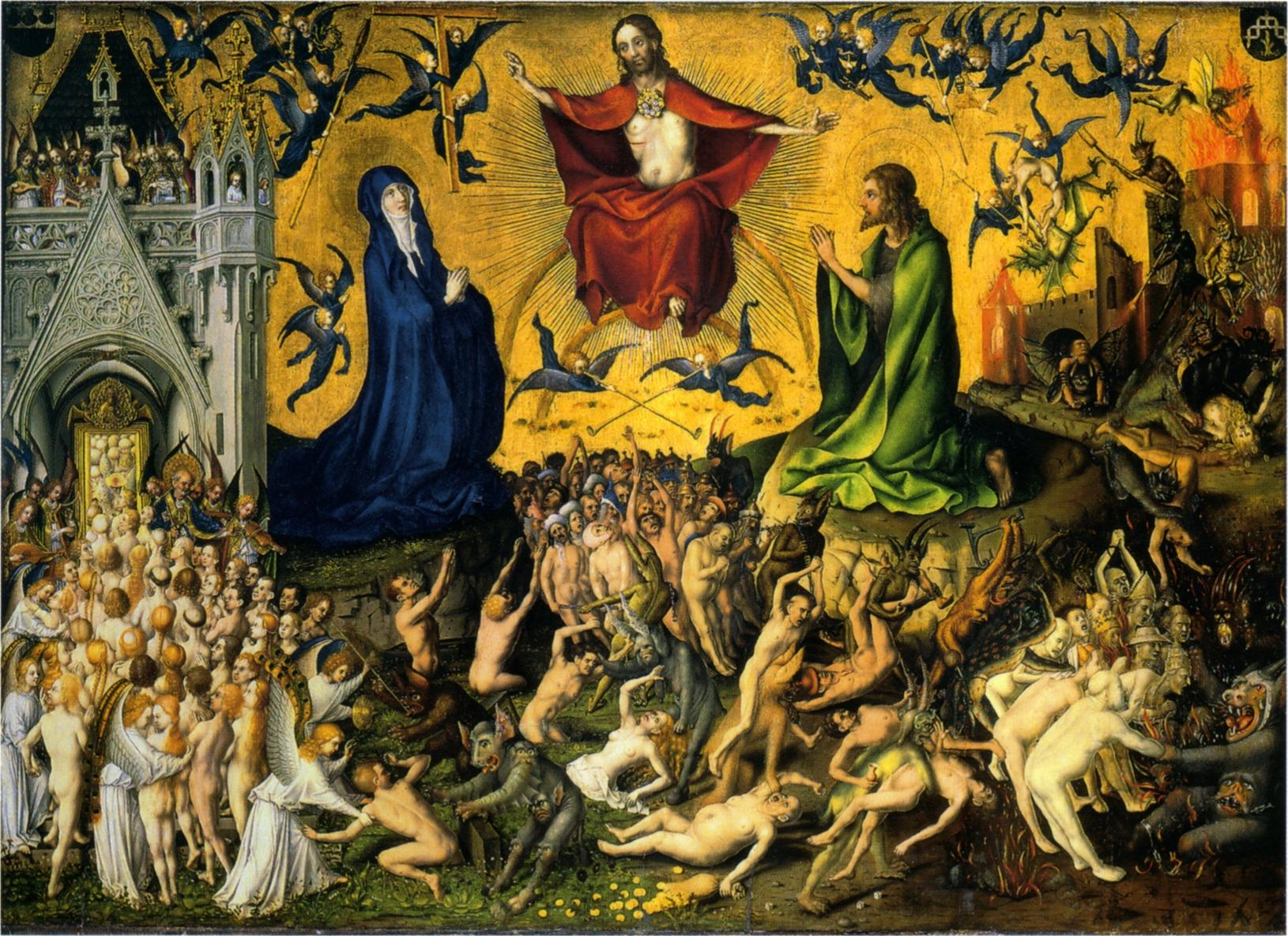
Stefan Lochner, Phán quyết cuối cùng, c. 1435. Bảo tàng Wallraf-Richartz, Cologne

Phán xét cuối cùng  (tiếng Ả Rập: یوم القيامة, đã Latinh hoá: Yawm al-Qiyāmah, n.đ. 'Day of Resurrection' ' Ngày phục sinh '  hoặc tiếng Ả Rập: یوم الدین, đã Latinh hoá: Yawm ad-Din, n.đ. 'Day of Judgement' ' Ngày phán xét ') là một phần của thế giới quan cánh chung của các tôn giáo Abraham và trong Frashokereti của Hỏa giáo. Một số giáo phái Kitô giáo coi Lần tái lâm của Giêsu là sự phán xét cuối cùng và vô hạn của Thiên Chúa của mọi người trong mọi quốc gia dẫn đến sự chấp nhận một số người và trừng phạt những người khác. Khái niệm này được tìm thấy trong tất cả các sách phúc âm Canonical, đặc biệt là Phúc âm Matthew. Những người theo thuyết vị lai Kitô giáo tin rằng nó sẽ diễn ra sau khi Phục sinh của người chết và lần tái lâm của Giêsu trong khi những người theo thuyết nguyên thủy tin rằng điều đó đã xảy ra. Phán xét cuối cùng đã truyền cảm hứng cho nhiều mô tả nghệ thuật.

## Kitô giáo